# Walter von Eberhardt

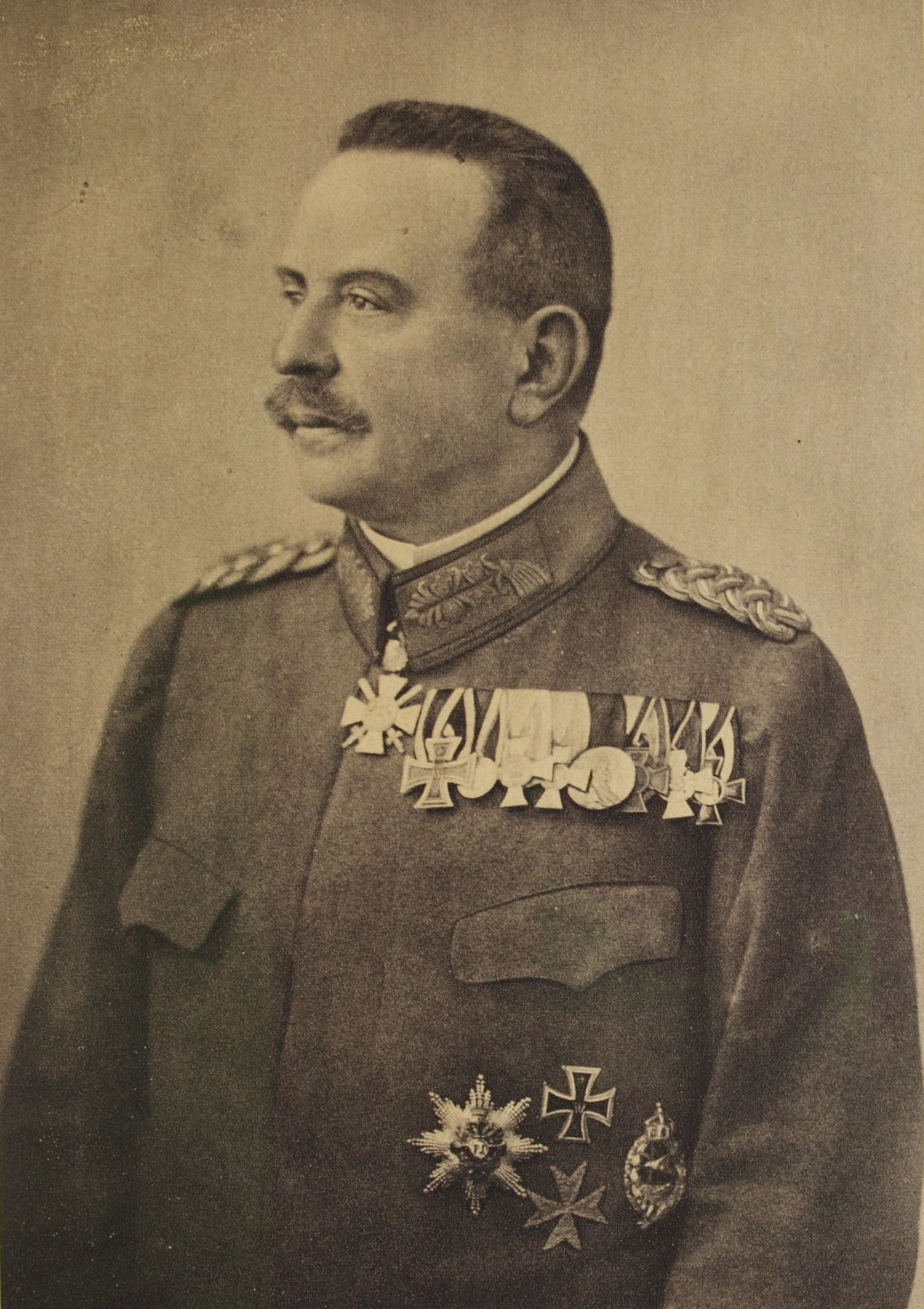
General von Eberhardt (1918)

Friedrich Wilhelm Magnus Heinrich Walter von Eberhardt (* 7. Januar 1862 in Berlin; † 7. Januar 1944 in Wernigerode) war ein deutscher Generalleutnant. Er wurde 1913 der erste Inspekteur der Fliegertruppen (IdFlieg) des deutschen Heeres.

## Leben
Walter von Eberhardt war Spross eines alten Stadtgeschlechts aus Görlitz und Bautzen. Er war ein Sohn des späteren preußischen Generalmajors Heinrich von Eberhardt (1821–1899). Seine beiden älteren Brüder schlugen ebenfalls eine Militärkarriere in der Preußischen Armee ein. Magnus (1855–1939) stieg zum General der Infanterie, Gaspard (1858–1928) zum Generalleutnant auf.
Eberhardt trat am 12. November 1878 aus dem Kadettenkorps kommend als Sekondeleutnant in die Preußische Armee ein. Eberhardt versah Dienst im Garde-Grenadier-Regiment Nr. 5 und war als Major (seit 22. November 1902) ab 1909 Kommandeur der Unteroffizierschule Potsdam. Am 17. September 1909 wurde er in dieser Funktion zum Oberstleutnant befördert. 1911 wechselte er mit der Versetzung nach Altenburg wieder in den Truppendienst über. Hier kam er in das 8. Thüringische Infanterie-Regiment Nr. 153, als dessen Kommandeur er nach seiner Beförderung zum Oberst ab 22. April 1912 fungierte.

## Inspekteur der Fliegertruppen
Als das Preußische Heer am 1. Oktober 1913 zur besseren Koordination seiner im Aufbau befindlichen Luftstreitkräfte die Inspektion der Fliegertruppen (IdFlieg) und die Inspektion der Luftschiffertruppen (IdLuft) gründete, wurde Eberhardt zum ersten Inspekteur der Fliegertruppen ernannt. In dieser Funktion war er außerdem Außerordentliches Mitglied der Verkehrstechnischen Prüfungskommission in Berlin.
Die IdFlieg war, ebenso wie die IdLuft, der 1911 gebildeten Inspektion des Militär-Luft- und Kraftfahrwesens (ILuK) unter Generalmajor Wilhelm Messing unterstellt (und diese wiederum der Generalinspektion des Militärverkehrswesens) und führte die 1912 geschaffene Königlich-Preußische Fliegertruppe einschließlich der dieser unterstellten landeshoheitlichen Einheiten von Sachsen und Württemberg, nicht jedoch die Fliegereinheiten Bayerns.
Nach dem Ausbruch des Ersten Weltkriegs bemühte sich Eberhardt erfolglos, das Durcheinander von Front-, Etappen- und Heimatorganisation der Fliegertruppe zu steuern. Sein Vorschlag, zur effektiveren Führung einen „Chef des Feldfliegerwesens“ bei der Obersten Heeresleitung (OHL) sowie „Kommandeure der Flieger“ bei den Armeeoberkommandos zu etablieren, wurde vom Chef des Generalstabs, Generaloberst Helmuth von Moltke d. J., am 27. August 1914 abgelehnt. Erst am 11. März 1915 wurde die Dienststelle „Chef des Feldflugwesens“ geschaffen und beim Generalquartiermeister des Heeres angesiedelt. Erster und einziger Chef des Feldflugwesens wurde Major i. G., später Oberstleutnant i. G. Hermann Thomsen. Ihm wurde, allerdings ohne taktisch-operative Befugnisse, die Führung der Feldflieger, Feldluftschiffer und Fesselballone zwecks effektiver Organisation und Ausbildung übertragen.
Als dann am 8. Oktober 1916 doch endlich eine umfassende Reorganisation der Befehlsstruktur der Luftstreitkräfte vorgenommen wurde, brachte dies auch die Eliminierung von Eberhardts Dienststelle und seine Versetzung in den Truppendienst mit sich. Generalleutnant Ernst von Hoeppner wurde auf die im Großen Hauptquartier neu geschaffene Dienststelle des „Kommandierenden Generals der Luftstreitkräfte“ (Kogenluft) berufen. Der inzwischen zum Generalmajor (seit 27. Januar 1915) beförderte Eberhardt wurde am 12. Oktober 1916 mit dem Roten Adlerorden II. Klasse mit Eichenlaub und Schwertern ausgezeichnet. Bereits am 18. September 1916 war Eberhardt zum Kommandeur der 20. Landwehr-Division ernannt worden, die er bis zum 30. März 1917 befehligte. Anschließend hatte er bis 24. Februar 1918 das Kommando über die 45. Reserve-Division.
Vom 27. Februar 1918 bis Kriegsende war Eberhardt Kommandeur der 37. Division an der Westfront, die er am 27. Februar 1918 als Nachfolger des Generalmajors Rüdiger von der Goltz übernommen hatte. Im Frühjahr 1918 nahm er im Abschnitt der 18. Armee an der Frühjahrsoffensive teil.

## Baltikum 1919
Am 30. Dezember 1918 wurde er zum Stellvertretenden Kommandierenden General des XX. Armee-Korps in Allenstein ernannt. Anfang 1919 wurde er von Generalfeldmarschall Hindenburg mit der Verteidigung des Kulmerlands gegen polnische Ansprüche beauftragt, dann aber hinter die Soldau–Linie befohlen, und Polen besetzte diesen Teil Westpreußens. Am 22. Februar 1919 wurde er Kommandeur der 46. Landwehr-Division (2. Königlich Sächsische), die Besatzungs- und Sicherungsdienst in Litauen versah. Sie wurde im April 1919 demobilisiert, und aus zurückbleibenden und neu rekrutierten Freiwilligen wurde die Brigade Südlitauen, ein Freikorps, gebildet, das zusammen mit litauischen Truppen gegen die Invasionstruppen der Roten Armee kämpfte. Die letzten Freiwilligen der Brigade Südlitauen verließen Litauen im Juli 1919.
Am 13. Oktober 1919 löste Eberhardt den Kommandierenden General des VI. Reserve-Korps, Rüdiger von der Goltz, ab, der wegen seiner eigenmächtigen Politik im Baltikum weder bei den Siegermächten noch bei der deutschen Reichsregierung weiterhin tragbar war. Das Korps führte reguläre Einheiten des deutschen Heeres, Freikorps und einheimische Truppen lettischer, russischer und baltendeutscher Nationalität in einem vielschichtigen, bürgerkriegsähnlichen Konflikt gegen die Armee Rätelettlands (vgl. Lettischer Unabhängigkeitskrieg). Als die zu 80 % aus deutschen Freikorps bestehende Freiwillige Russische Westarmee des russischen Abenteurers Bermondt nach ihrem vergeblichen Angriff auf Riga durch eine lettische Gegenoffensive im November 1919 zum Rückzug gezwungen und auch aus Mitau vertrieben wurde, setzte sich Bermondt nach Dänemark ab. Die Reste seiner deutschen Freikorps wurden am 10. November Generalleutnant von Eberhardt unterstellt, der ihre Evakuierung nach Ostpreußen organisierte. Dies war bis Mitte Dezember 1919 abgeschlossen. Anschließend fungierte Eberhardt als Führer der Reichswehr-Brigade 20.

## Ring der Flieger
1922 wurde Eberhardt als Nachfolger des verstorbenen Generals Ernst von Hoeppner Vorsitzender des Rings der Flieger e. V., der Vereinigung fliegerischer „kameradschaftlicher Vereinigungen“, die am 29. Oktober 1933 im Deutschen Luftsportverband e. V. gleichgeschaltet wurde.

## Auszeichnungen
- Kronenorden III. Klasse[8]
- Preußisches Dienstauszeichnungskreuz[8]
- Preußische Rettungsmedaille am Band[8]
- Reußisches Ehrenkreuz I. Klasse[8]
- Komtur II. Klasse des Herzoglich Sachsen-Ernestinische Hausordens[8]
- Ehrenkreuz von Schwarzburg II. Klasse[8]
- Komtur des Ordens des Heiligen Schatzes[8]
- Offizier des Sonnen- und Löwenordens[8]
- Sankt-Stanislaus-Orden II. Klasse[8]
- Ehrenritter des Johanniterordens[2]

## Genealogie
- Gothaisches Genealogisches Taschenbuch der Adeligen Häuser. Alter Adel und Briefadel. 1920. Vierzehnter Jahrgang, Justus Perthes, Gotha 1919, S. 195 ff. Siehe: FamilySearch (Kostenfrei).
- Gothaisches Genealogisches Taschenbuch der Adeligen Häuser. Teil B (Briefadel). Zugleich Adelsmatrikel. 1932. Vierundzwanzigster Jahrgang, Justus Perthes, Gotha 1931, S. 112 f. Siehe: FamilySearch (Kostenfrei).
- Gothaisches Genealogisches Taschenbuch der Adeligen Häuser. Zugleich Adelsmatrikel der D.A.G. Teil B (Briefadel). 1941. Dreinddreißigster Jahrgang, Justus Perthes, Gotha 1940, S. 139 f. Siehe: FamilySearch (Kostenfrei).
- Walter von Hueck, Erik Amburger, Hans Friedrich von Ehrenkrook. Et. al.: Genealogisches Handbuch der Adeligen Häuser B (Briefadel). 1968. Band VIII, Band 41 der Gesamtreihe GHdA, Hrsg. Deutsches Adelsarchiv, C. A. Starke Verlag, Limburg (Lahn) 1968, S. 51.